# ОШ „21. октобар” Крагујевац
ОШ „21. октобар” једна је од основних школа у Крагујевцу. Налази се у улици Милована Глишића 13.

## Историјат
Народни одбор општине Крагујевац је на седници 29. јула 1959. донео решење о оснивању Основне школе „21. октобар”, предлог имена је дао Немања Марковић, тадашњи председник Народног одбора среза Крагујевац. За директора школе је постављен Драгољуб Љубичић. У школу је пресељен највећи број ученика и наставника из Основне школе „Јован Поповић”, а затим из Основне школе „Светозар Марковић” и Основне школе „Радоје Домановић”. Почетком 1959—1960. су садржали двадесет и три одељења са 834 ученика, десет учионица, радионицу за ОТО у подруму Учитељске школе, библиотеку са 450 књига сакупљених од самих ученика и школско двориште. Данас поред матичне школе у Крагујевцу имају и подручна одељења у Добрачи, Каменици и Рогојевцу.